# Borbore
Il Borbore (Bòrbo in piemontese /'bɔrbʊ/) è un torrente del Piemonte che scorre nelle province di Cuneo e di Asti, tributario in sinistra idrografica del Tanaro.

Il perimetro del suo bacino è 123 km.

## Percorso

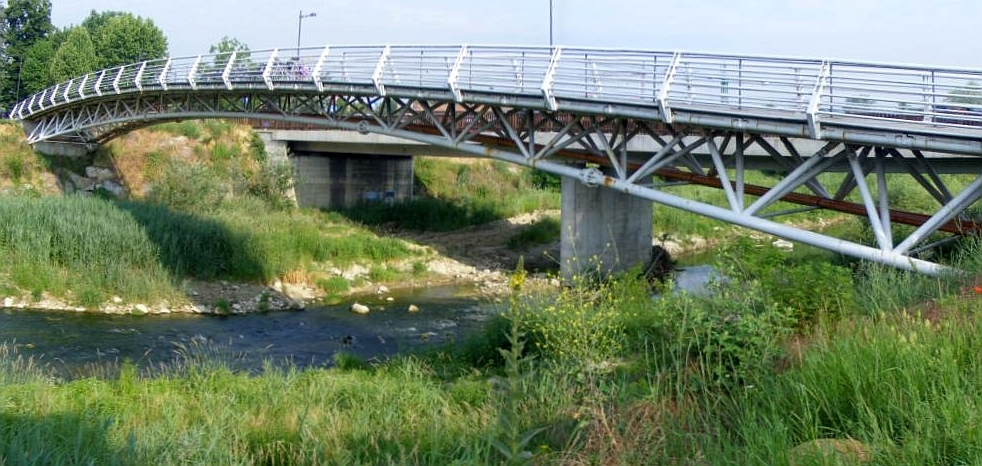
La passerella pedonale nei pressi del cimitero di Asti

Nasce in provincia di Cuneo da alcune piccole sorgenti situate ai piedi delle colline del Roero tra i centri di Vezza d'Alba e Guarene. Bagna inizialmente la frazione Borbore di Vezza d'Alba, da cui assume il nome, scorrendo con direzione Nord sino a giungere a Canale (CN) dove si arricchisce dell'apporto di vari torrentelli e fossi. Da qui piega verso Nord-Est entrando in provincia di Asti e scorrendo incassato in un'aspra valletta contornata dalle colline dell'Astesana. Presso San Damiano d'Asti (AT) la valle si allarga diventando più dolce e regolare; presso la fraz. Pianetti (AT) riceve da sinistra il suo maggior tributario: il torrente Triversa, proveniente dalle colline al confine con la provincia di Torino. Il torrente raddoppia così la portata ordinaria e scorre nuovamente in un breve tratto vallivo stretto e incassato sino a giungere alle porte di Asti dove riceve da sinistra il torrente Rilate. Da quest'ultima confluenza piega improvvisamente verso Sud-Est attraversando quasi interamente canalizzato la periferia Ovest di Asti e confluendo da sinistra nel fiume Tanaro.

## Affluenti principali
In destra idrografica:
- Rio di Priocca;
- Rio Cravina.

In sinistra idrografica:
- Rio della Pieve;
- Rio Maggiore;
- Rio Blesio;
- Rio Schiarotto;
- Torrente Triversa;
- Rio di Valle Andona;
- Torrente Rilate.

## Regime idrologico e stato ambientale
Caratterizzato da un regime esclusivamente pluviale con piene brevi ma particolarmente rabbiose (nel 1948, svariati giorni di piogge torrenziali produssero una violenta piena che devastò tutta la parte Ovest di Asti uccidendo anche decine di persone), il Borbore ha una portata media annua presso la confluenza con il Tanaro di circa 9,5 m³/s, che, considerando la brevità del suo corso e la sua natura di torrente collinare è abbastanza elevata.

## Stato Ambientale

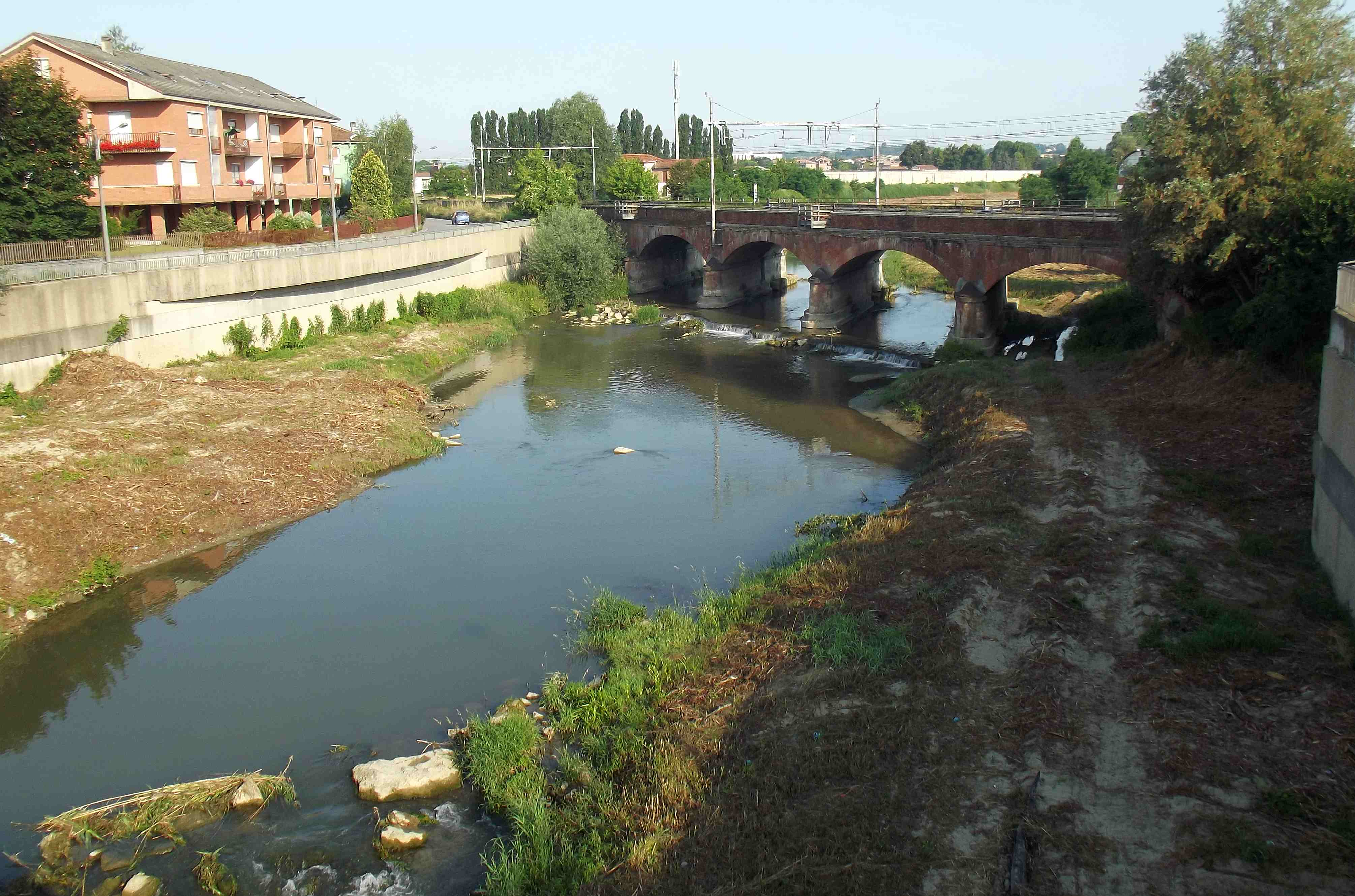
Il Borbore ad Asti e il ponte della ferrovia Torino-Genova.

Parte della portata del torrente è costituita da acque di scarico dei centri urbani situati nel suo bacino (il Borbore infatti è inquinatissimo). Nel biennio 2003-2004 lo stato ambientale del Borbore era stato classificato come scadente dalla rete di monitoraggio delle acque superficiali gestita per conto della Regione da ARPA Piemonte. Nel torrente è inoltre stata rilevata la presenza di Escherichia coli e di prodotti fitosanitari quali Metolaclor, Procimidone, Terbutilazina e Desetilterbutilazina.
Negli ultimi anni però i comuni bagnati dal torrente hanno completato le reti fognarie dotandole di depuratori; questo sta facendo in modo che il Borbore torni gradualmente a vivere.